# Sedad Hakkı Eldem
Sedad Hakkı Eldem (* 18. August 1908 in Istanbul; † 7. September 1988 ebenda) war ein türkischer Architekt und Architekturtheoretiker. Er gilt als einer der führenden Architekten der Türkei des 20. Jahrhunderts.

## Leben
Sedad Hakkı Eldem war ein Sohn des osmanischen Diplomaten İsmail Hakkı (Eldem) und seiner Frau Azize Hanım. Azize Hanım war eine Tochter des Numismatikers İsmail Galib Bey (1848–1895) und Enkelin des Großwesirs İbrahim Edhem Pascha (1813–1893). Sein Bruder war der Diplomat Sadi Eldem (1910–1995). In seiner Jugend lebte er in mehreren europäischen Staaten u. a. besuchte er die Ecole Cuchet in Genf und das Alte Realgymnasium in München.
1924 begann er ein Architekturstudium an der Kunstakademie in Istanbul. 1928 war er mit einem Stipendium in Berlin und Paris, wo er die Architekten Hans Poelzig, Auguste Perret und Le Corbusier kennenlernte. 1931 wurde er Professor an der Kunstakademie in Istanbul und freier Architekt. Von 1941 bis 1949 war er Dekan der Fakultät für Architektur. Darüber hinaus war er Vorsitzender mehrerer staatlicher Organisationen für Architektur und Denkmalschutz. Mit den Einflüssen aus Europa und der Architektur von Frank Lloyd Wright modernisierte er die türkische Architektur und entwarf zahlreiche Bauten in Istanbul.
2009 widmete ihm das Museum der Ottomanische Bank eine Ausstellung.

## Werke (Auswahl)
- Atatürk-Haus in Yalova, 1930
- Türkischer Pavillon in Budapest, 1931
- Türkischer Pavillon in New York, 1938
- Gebäude der Fakultät für Literatur und Naturwissenschaften der Universität Ankara, 1942–1943
- mit Emin Onat: Gebäude der Fakultät für Literatur und Naturwissenschaften der Universität Istanbul, 1942–1947
- Taşlık-Kaffeehaus, 1947–1948 (zerstört)
- Justizpalast in Istanbul, 1948
- Hilton Hotel in Istanbul, 1952–1955
- Gebäude der Sosyal Sigortalar Kurumu in Istanbul-Zeyrek, 1962–1964
- Botschaft von Indien, 1965–1968
- Haus von Suna Kıraç, Vaniköy, Istanbul, 1965–1968
- Atatürk-Bibliothek, Istanbul, 1973–75[2]
- Botschaft der Niederlande, 1973–1977
- Haus von Rahmi Koç, Tarabya 1975–1980

## Auszeichnungen
- 1983: Kulturpreis des türkischen Kultusministeriums
- 1986: Aga Khan Award for Architecture
- 1988: Sinan Ödülü (Nationaler Architekturpreis)